# Ignacio Jiménez Raneda
Ignacio Jiménez Raneda (Alagón, Zaragoza, 1951) es un catedrático universitario español, rector de la Universidad de Alicante desde el año 2005 a 2012.

## Biografía
Licenciado en la sección de Ciencias Económicas por la Universidad de Valencia en 1973, se le concedió el premio Cañada Blanch con el que se le reconocían las mejores tesis. Su carrera académica dio comienzo en la Universidad de Valencia en calidad de ayudante y becario de Formación Profesional de Investigación. En 1978 obtuvo el grado de doctor en Ciencias Económicas y se incorporó al antiguo Centro de Estudios Universitarios, lo que hoy en día es la Universidad de Alicante. Integrado en dicha universidad desde el momento de su creación, obtuvo la plaza de Profesor adjunto numerario en 1984 y, en 1986, la de Catedrático de Universidad en el área de Fundamentos del Análisis Económico.
Su actividad investigadora se ha centrado sobre todo en el campo de la microeconomía, en particular en modelos de economía internacional y en el análisis de modelos lineales de equilibrio general. Es autor de dos libros y ha publicado diversos artículos en revistas nacionales e internacionales especializadas. Ha participado en diferentes proyectos de investigación de la CICYT, presentado ponencias en congresos e impartiendo seminarios centrados en las áreas de su especialización.
También ha formado parte de comités externos de evaluación del Plan Nacional de Evaluación de las Universidades. En 1986 pasó a formar parte del Consejo de Administración de la Caja de Ahorros del Mediterráneo, de la que fue Vicepresidente Segundo y Presidente del Consejo Territorial de Alicante.
Fue el vicedecano de la Facultad de Ciencias Económicas en el bienio 1984 a 1986, y luego decano de la misma desde 1986 a 1990. Ha sido Director del Departamento de Fundamentos del Análisis Económico desde 1990 hasta 1992 y, en junio del año 2001 se hizo cargo del Vicerrectorado de Planificación Económica, Infraestructuras y Servicios. Desde 2005 hasta 2012 desempeño el cargo de Rector de la Universidad de Alicante.
En 2008, da un golpe de efecto con su dimisión y anuncia su candidatura para la reelección como rector de la Universidad de Alicante. A las elecciones concurre también Antonio Marcilla, quien obtiene mayor apoyo popular, sobre todo estudiantil, pero finalmente Jiménez Raneda conserva el cargo al obtener más votación por parte de los catedráticos y sectores con una ponderación del voto superior al de los estudiantes y profesores asociados, coincidiendo con las revueltas estudiantiles por la reforma universitaria de Bolonia.